# ابرویی (سرده)
ابرویی (نام علمی: Ophrys) نام یک سرده از تیره ثعلبیان است. این سرده در ایران ۹ گونه گیاه علفی دائم دارد.